# Pim Korver
Willem (Pim) Korver (Amsterdam, 7 maart 1937 – Lauwersoog, 6 december 2012) was een Nederlands persfotograaf, cameraman en filmmaker van documentaires. Hij leverde werk voor de NTS, en later de NOS, bijna alle publieke omroepen en verschillende buitenlandse omroepen.

## Levensloop
Eind jaren vijftig begin jaren zestig werkte hij als persfotograaf en cameraman voor het NTS Journaal, Brandpunt, Televizier en Sport in Beeld (voorloper NOS Studio Sport). In 1963 richtte hij zijn eigen bedrijf op en maakte hij een reis van drie maanden door het Midden-Oosten met Wim van der Velde voor de VPRO-documentaire Wedloop om Morgen, een EuroVisie-opdracht. In 1983 zette hij samen met Wil Horsthuis het tijdschrift Motorboot op.
Tot 2005 werkte hij als cameraman en correspondent voor het NOS Journaal voor de regio Rotterdam Rijnmond en maakte hij beelden voor bijna alle publieke omroepen in Nederland en voor buitenlandse omroepen.
Hij kreeg internationale bekendheid met zijn maritieme producties, veelal over scheepsrampen en bergingen, en voor zijn jarenlange werk voor de Koninklijke Nederlandse Redding Maatschappij (KNRM). Zijn documentaire over de berging van de bij Zeebrugge gekapseisde veerboot Herald of Free Enterprise werd internationaal bekroond. De laatste jaren woonde en werkte Korver vanuit Lauwersoog.

## Erkenning
Korver is onder andere onderscheiden met 5 Gold Camera's op de International Film & Video Festival in Chicago. Verder won hij tweemaal de Prix d'Amsterdam, werd hij onderscheiden met de Rotterdamse Wolfert van Borselenpenning en de zilveren legmedaille van de KNRM, en werd zijn documentaire over de berging van de Herald of Free Enterprise uitgeroepen tot Beste Opdrachtfilm van de Eeuw.
Korver werd verder benoemd tot Ridder in de Orde van Oranje-Nassau. In 2010 wijdde LantarenVenster een editie van de Rotterdam Classics aan zijn films.

## Filmografie (selectie)
- March 6, 1987 (the salvage of the Herald of Free Enterprise)
- 'n zomerzotheid
- Uit de wereld van Roald Dahl
- Three in One
- Mariniers Vandaag
- Niet om Roem te Oogsten
- In geval van Nood
- Any Job Any Sea
- A New High in de Lowlands
- Moed, Volharding en Zelfopoffering
- PING AN